# Air Panarea
Air Panarea ist eine italienische Fluggesellschaft mit Sitz auf Panarea und Basis auf dem Heliport Panarea.

## Dienstleistungen
Air Panarea bietet Helikopterflüge innerhalb der Liparischen Inseln an und verbindet die Flughäfen Catania und Palermo mit Lipari.
Darüber hinaus führt sie Arbeitsflüge etwa zur Übertragung von Sportereignissen oder Überwachung von Hochspannungsleitungen durch.